# Jan Linsen
Jan Linsen (Hoorn, 1602 – Hoorn, 1635) è stato un pittore olandese del secolo d'oro.

## Biografia
Studiò pittura inizialmente in patria ed in seguito in Italia.
Si stabilì a Roma, dove nel 1624 e nel 1625 condivise una casa in Piazza di Spagna e poi una in Strada dell'Olmo con il pittore Paulus Bor e con l'italiano Michelangelo Cerquozzi.
Cornelis van Poelenburch, Bartholomeus Breenbergh e Jan Linsen furono rappresentati in disegni di autore anonimo (in precedenza attribuiti a Jan van Bijlert) di Bentvueghels, conservati al Museo Boymans-van Beuningen di Rotterdam. In particolare Linsen è ritratto in un disegno rappresentante Bacco, il dio del vino, seduto tra Paulus Bor (indicato come Paulus Borro alias Orlando) e lo stesso Linsen (indicato come Joan Linsen alias Hermafrodito).
Fu ispirato dallo stile e dai soggetti dipinti da Cornelis van Poelenburch e fu il suo solo seguace che imitò i suoi dipinti di genere con figure eseguiti in Italia. Le opere di Linsen comunque presentano anche reminiscenze del lavoro italiano di Bartholomeus Breenbergh. Un esempio di questi paesaggi con figure mitologiche o storiche è Orfeo che suona il violino all'entrata degli Inferi, notevole per la rappresentazione di rocce fantastiche
La sua opera più importante fu un dipinto descrivente la sua cattura da parte dei Rovers di Salee.
Morì ancor giovane, ucciso da un amico con cui stava giocando.

## Opere
- Maria Maddalena penitente nella grotta di Saint Baume, olio su tavola preparata con gesso, 41 × 57 cm[5]
- Paesaggio italiano con fiume e pastore che dona un mazzo di fiori ad una ragazza, ovale, olio su rame, 30 × 39,7 cm, firmato[6]
- Ninfe dormienti presso una grotta, olio su legno, 37 × 54 cm[7]
- Orfeo suona il violino all'entrata degli Inferi, 29 × 40 cm, Museo del Louvre, Parigi[8]